# José Lorenzo Pesquera
José Lorenzo Pesquera (Bayamón, 10 de agosto de 1882-ibíd., 25 de julio de 1950) fue un abogado y político puertorriqueño, quinto comisionado residente de la isla en la Cámara de Representantes de los Estados Unidos.

## Biografía
Nacido en Bayamón, se graduó del Instituto Provincial de Puerto Rico en 1897. Asistió a la Kutztown University en Pensilvania en 1901 y 1902. Se graduó en el departamento de derecho de la Universidad de Virginia Occidental en Morgantown en 1904, comenzando a ejercer la abogacía en Puerto Rico ese mismo año. También se dedicó a actividades agrícolas y lecherías.
Se desempeñó como miembro de la Cámara de Representantes de Puerto Rico entre 1917 y 1920 por el cuarto distrito de la isla. También fue director y presidente de la Asociación Agrícola de Puerto Rico. Fue nombrado comisionado residente no partidista de la isla en Washington D. C. para cubrir la vacante causada por la renuncia de Félix Córdova Dávila. Se desempeñó desde el 15 de abril de 1932 hasta el 3 de marzo de 1933. No fue candidato a la elección en 1932.
Durante el cargo, presentó un proyecto de ley en el Congreso para extender los beneficios del New Deal a Puerto Rico sin éxito. En 1932 presentó un proyecto para cambiar el nombre de la isla que utilizaba el gobierno de los Estados Unidos, reemplazando Porto Rico por Puerto Rico. En mayo de ese mismo año el Senado estadounidense emitió una resolución que efectivamente cambió la denominación de la isla.
Tras ello, regresó a su práctica de la abogacía y los intereses agrícolas. Murió en Bayamón, el 25 de julio de 1950, y fue enterrado en el cementerio municipal Braulio Dueño Colón.

### Fuente
- ”José Lorenzo Pesquera” en Hispanic Americans in Congress, 1822-2012. Office of the Historian and the Office of the Clerk, U.S. House of Representatives. Washington: Government Printing Office, 2013.